# Mbala Mbuta Biscotte
Lakuya Mbala Mbuta Biscotte (* 7. April 1985 in Kinshasa) ist ein kongolesischer ehemaliger Fußballspieler, der auf der Position eines Stürmers spielte.

## Vereine
Biscotte wechselte zur Saison 2005/06 von Tel Aviv zu Yverdon-Sport FC, wo er seit der Winterpause mit Abstand der erfolgreichste Torschütze ist (nachdem der damalige Toptorschütze der Super League, Francisco Aguirre, den Verein in Richtung Katar verließ). Im Frühjahr 2006 unterzeichnete der kleine, aber wendige Dribbelkünstler einen Vertrag bis 2008 beim Schweizerischen Rekordmeister Grasshopper Club Zürich. 2007 wechselte er zu Yverdon-Sport FC. 2008 wurde er nach Saudi-Arabien zu Al-Ittihad verliehen. Danach kehrte er zu Yverdon-Sport FC zurück. 2009 wechselte er zum Zweitligisten FC Locarno. Im Sommer 2010 schloss er sich dem Ligakonkurrenten FC Schaffhausen an. Nach einem auskurierten Wadenbeinbruch wechselte er nach Angola, wo er seit Dezember 2012 bei Kabuscorp Sport Clube do Palanca spielte. Im Sommer 2014 wechselte Biscotte nach Frankreich, wo er noch zwei Jahre unterklassig spielte.

## Nationalmannschaft
Biscotte gehörte bei der Fußball-Afrikameisterschaft 2006 zum Kader der Demokratischen Republik Kongo. Er kam dabei in vier Spielen zum Einsatz und erzielte einen Treffer.